# Muslim ibn 'Aqil
Muslim ibn ʿAqīl al-Hāshimī (in arabo مسلم بن عقيل الهاشمي‎?; Medina, 642/643 (22 E.) – Kufa, 10 settembre 680) è stato un Sahaba, figlio d'un cugino di Maometto.
Figlio di ʿAqīl b. Abī Ṭālib,, era quindi un cugino primo di al-Ḥusayn b. ʿAlī.

Partecipò nel luglio del 657 alla battaglia di Ṣiffīn assieme ai suoi cugini al-Ḥasan b. ʿAlī, al-Ḥusayn b. ʿAlī e ʿAbd Allāh b. Jaʿfar (figlio del fratello di ʿAlī, Jaʿfar b. Abī Ṭālib), nell'ala destra (maymana) dell'esercito califfale.
Assurge però agli onori della storia islamica sciita quando suo cugino rispose positivamente ai pressanti inviti degli abitanti di Kufa (di prevalenti sentimenti alidi ma assai incostanti nella loro condotta politico-religiosa) a venire nella loro città per organizzare un'opposizione al potere omayyade, di per sé ritenuto usurpatore e fautore di una politica biasimevolmente "innovatrice" (bidʿa) nel momento in cui il primo Califfo Muʿāwiya b. Abī Sufyān aveva disposto che a succedergli fosse il figlio Yazīd, un giovane senza particolari doti e meriti, che così avrebbe guadagnato la massima carica della Umma islamica semplicemente per meriti familiari e non personali come in passato.

## Con il cugino verso Kufa
Accompagnò infatti il cugino nello spostamento da Medina a Kufa, facendo parte del suo seguito, composto esclusivamente dai familiari, amici intimi, parenti simpatizzanti e schiavi. Non un esercito, dunque, ma un gruppo di un centinaio di civili, molti dei quali ancor giovani e giovanissimi.
Avvicinandosi alla città irachena, al-Ḥusayn incaricò il cugino di andare in avanscoperta, non fidandosi del tutto delle magniloquenti promesse di sostegno avanzate dai Kufani al nipote del Profeta.
Muslim entrò in città il 9 luglio 680 (5 Shawwal 60E.), recandosi subito nell'abitazione di al-Mukhtar ibn Abi 'Ubayd, ma capì ben presto che dei 12 000-30 000 seguaci che avevano promesso il loro sostegno ad al-Ḥusayn erano tutt'altro che disposti a mantenere la parola date e che, anzi, non erano troppo distanti dal tradirlo apertamente.
Yazid I intanto aveva scritto al nuovo Wālī di Kufa, suo cugino ʿUbayd Allāh b. Ziyād di catturare senza indugio Muslim b. ʿAqīl ed eventualmente di metterlo a morte". Passò di casa in casa, con la polizia di ʿUbayd Allāh b. Ziyād alle sue calcagna. Ibn Ziyād infiltrò allora un suo uomo, Maʿqīl, consegnandogli 3 000 dirham che egli avrebbe dovuto consegnare nella moschea principale a qualche devoto alide incaricandolo di con dare tale somma, come dono, a Muslim.
Grazie alle informazioni avute tramite Maʿqil, Ibn Ziyād seppe che Muslim era stato nella casa di Hāniʾ b. ʿUrwa, che fu sottoposto a interrogatorio e che, come altri, si giustificò dicendo che Muslim era malato o accampando altre scuse. L'accusa fu però confermata da Maʿqil e Haniʾ fu bastonato a sangue sul volto e messo in carcere, da cui sarà tirato fuori più tardi solo per il patibolo, che condivise con Muslim.

## Martirio

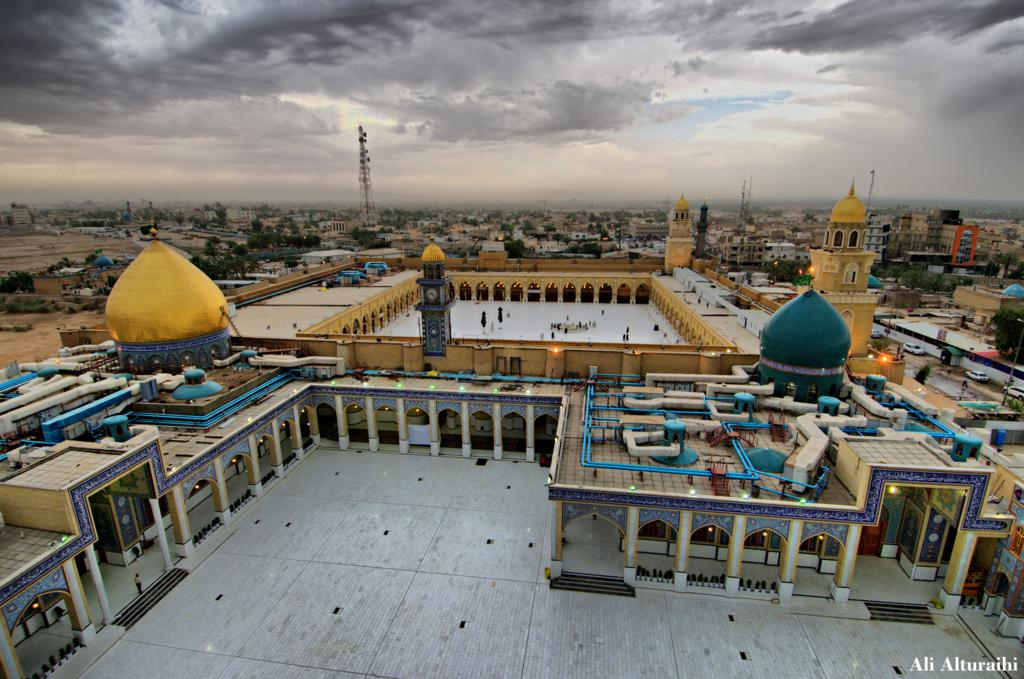
Moschea di Kufa in cui sono conservate le spoglie di Muslim b. ʿAqīl e di Hāniʾ b. ʿUrwa.

Il 9 settembre, Muslim trovò cibo ospitalità per la notte nella casa di una donna di nome Ṭawʿa. Il figlio, giunto più tardi, sapendo quanto avvenuto, non perse tempo (a insaputa della madre) a denunciare il fatto alla polizia di Ibn Ziyād.

Finì quindi con l'essere individuato e, arrestato all'alba da cinquecento uomini capitanati da Muḥammad b. al-Ashʿath. Catturato, fu subito tradotto nella residenza governatoriale (dār al-imāra) e, il giorno dopo, 9 Dhu l-Hijja del 60 E. (10 settembre 680), fu messo a morte da un uomo di nome Bakir che era stato ferito in precedenza proprio da Muslim. Al figlio del cugino del Profeta furono spezzati i denti. La testa mozzata sua e quella di Hāniʾ furono inviate senza indugio dal Governatore al Califfo a Damasco, come prova dell'accaduto, mentre i loro cadaveri furono legati per i piedi e trascinati per Kufa in segno di barbarico ammonimento per la cittadinanza. Quanto rimaneva di Muslim fu infine crocifisso a testa in giù.

Il cadavere sarà in seguito inumato sul retro della Grande Moschea di Kufa, dove era stato assassinato 19 anni prima suo zio ʿAlī.
Muslim aveva due figli, Muḥammad e Ibrāhīm, rispettivamente di otto e dieci anni. Imprigionati malgrado la tenera età furono fatti evadere da un soldato simpatizzante per la causa alide, intenerito dalla loro giovane età. Mentre cercavano di raggiungere il cugino del padre, al-Ḥusayn, finirono con l'essere catturati e decapitati da un soldato di nome al-Ḥārith, vicino alle sponde del fiume Eufrate.